# Boseong
Boseong (Boseong-gun, âm Hán Việt: Bảo Thành quận) là một huyện ở tỉnh Jeolla Nam, Hàn Quốc.  Boseong nổi tiếng với sản phẩm chè. Đây là nơi sinh của nhà hoạt động độc lập Hàn Quốc Philip Jaisohn.